# Église Saint-Félix de Gérone
L'église Saint-Félix de Gérone (en catalan : Sant Feliu de Girona) est une basilique collégiale dont les origines remontent aux premiers temps du christianisme. Elle accueille les offices de la Paroisse majeure de Saint-Félix de l'évêché de Gérone, nommée ainsi quand l'édifice était le principal lieu de culte de Gérone avant la construction de la cathédrale. La documentation sur l'église remonte à 882, même si le bâtiment actuel est une construction gothique du XIVe siècle, accordée par le chapitre en 1313. Le bâtiment, avec un clocher qui constitue un élément essentiel des monuments de la ville, a été déclaré bien culturel d'intérêt national.
L'église est édifiée sur une proéminence de la colline sur laquelle s'étendait la majeure partie de la ville romaine. Sa construction, en honneur du martyr saint Félix, s'étendit du XIIe au XVIIe siècle et conserve une grande partie du bâtiment roman d'origine, complété plus tard avec les nefs, les toitures gothiques et la façade baroque. Au-delà du clocher gothique, le bâtiment est connu pour ses huit extraordinaires sarcophages romains et paléochrétiens des IIIe et IVe siècles, encastrés dans les murs du presbytère. D'après l'explication traditionnelle, ils furent récupérés in situ pour la construction de l'église, ce qui suppose qu'elle a été construite sur une ancienne nécropole. Réalisé en albâtre entre 1326 et 1328 par Jean de Tournai (es), le sépulcre gothique de saint Narcisse est également célèbre.

## Histoire

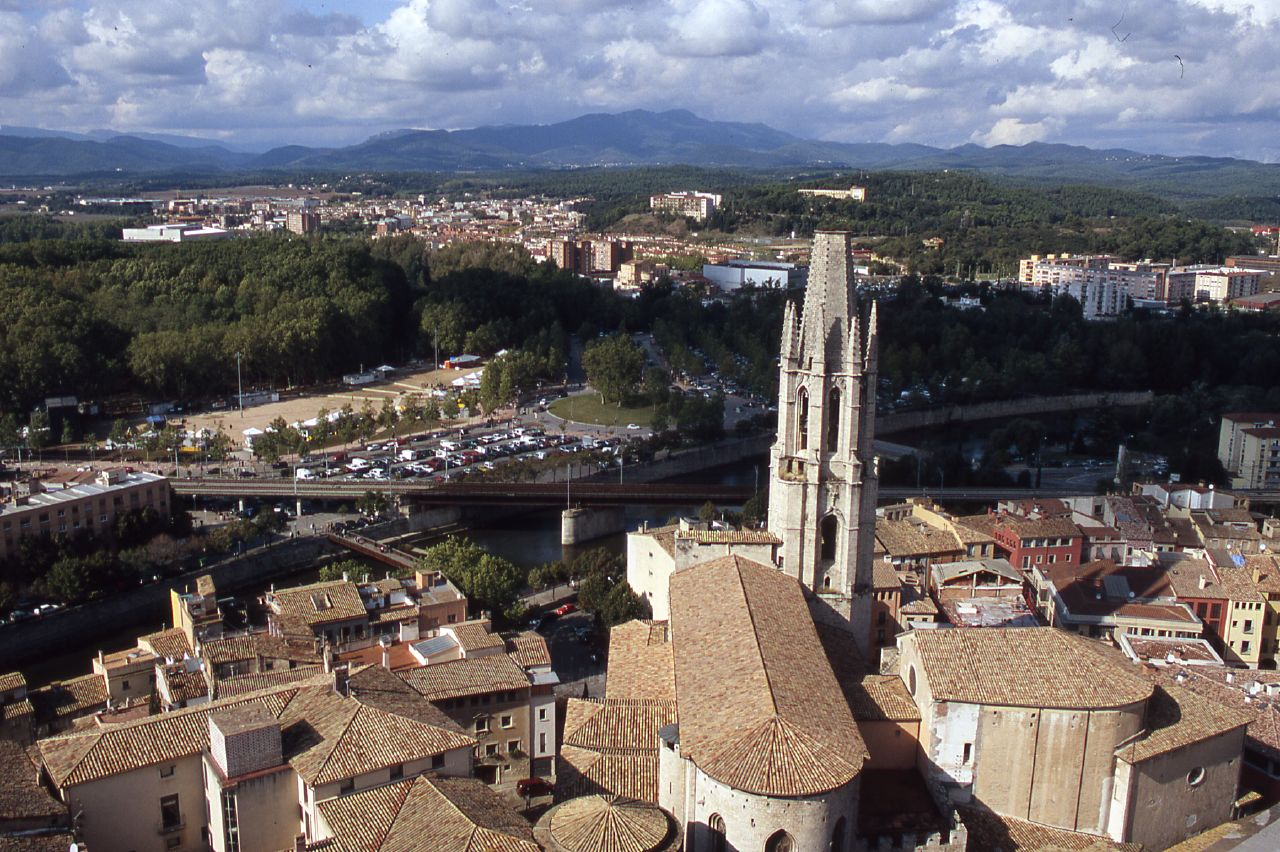
Saint Feliu et la Devesa depuis le clocher de la cathédrale de Gérone.

La première référence à une communauté chrétienne primitive est attestée durant les premières années du IVe siècle : le poète hispano-romain Prudence témoigne dans l'Hymne IVe du Peristephanon ou Hymne des Couronnes du martyre de Fèlix (Feliu) dans la ville de Gérone durant la persécution des chrétiens dictée par l'empereur Dioclétien (303-305) avec ces mots : Parva Felicis decus exhibebit artubus sanctis locuples Gerunda (« La petite Gérone, riche en saintes reliques montrera la gloire de Félix »). Le culte et la dévotion au martyr géronais acquit une grande importance par la suite, tant dans la péninsule Ibérique que dans le sud de la Gaule. Près de la via Augusta romaine, à la sortie de Gérone, aurait été construit un temple martyrial ou martyrium paléochrétien, bâti sur le site supposé de l'inhumation de saint Félix à la suite de son martyre. Ce martyrium serait devenu un des plus importants centres de pèlerinage de l'Hispanie. Une information témoigne de l'importance de ce temple : vers 590, le roi Recared donna à l'église une couronne votive en or qui fut volée pour le couronnement de Paulus à Narbonne en 638, et qui fut restituée par le roi Vamba.
Plus récemment, la dévotion à Narcisse s'est ajoutée au site ; en 1002 le pape Silvestre II mentionnait les reliques de ce saint, qui se vénéraient à Gérone. La campagne de excavassions à l'intérieur de la collégiale Saint-Feliu réalisée le janvier d'en 2010 a permis connaître quelques détails de cette construction. Il s'agirait d'une construction d'entre la fin du VIe et le début du VIIe siècle qui suivait un plan en croix formé par trois nefs et deux chapelles latérales, situées symétriquement de chaque côté. La campagne d’excavations a aussi mis au jour plusieurs tombes nobles des VIe et VIIe siècles, qui, selon les indices qu'elles ont livrés, appartenaient aux premiers évêques de la ville.
Pendant l'occupation musulmane de Gérone (717), il semble que l'ancienne église avait fonction de cathédrale, puisque celle de Sainte-Marie avait été transformée en mosquée. Après la conquête franque de Gérone en 795, s'y établit une communauté régie pour un abbé, avec une vie de chanoines dépendant de la cathédrale, à laquelle ils restent depuis fortement attachés. En 882 est mentionné un chanoine aixois. Le premier abbé connu est Teudesind, mentionné le 949. Nombre des abbés furent à la fois évêques de Vic, comme Arnulf (993-1010) ou Borrell (1013-17), archevêques de Tarragone (Berenguer de Vilademuls, 1167-94), évêques de Gérone (Guillem de Vilamarí, 1309-12) ou de Valence (Vidal de Blanes, 1337-42). La communauté fut réformée au XIe siècle, mais ne fut jamais augustinienne et ses membres suivirent le même type de vie que ceux de la cathédrale, jusqu'au point où nombre de ses membres étaient à la fois chanoines des deux institutions, ce qui fut interdit par  l'évêque Arnau de Montrodon  en 1337. La puissance de la communauté commença à décliner à partir du XVIe siècle jusqu'en 1835 où elle s’éteignit et s'intégra à la paroisse.
La construction de l'église actuelle commença durant les XIe et XIIe siècles. Bernard Raymond Pelet, abbé de Lézat, est présent lors de la dédicace de l'église rebâtie en 1038. Il s'agit d'une église romane de laquelle seul est conservé le plan au sol et la levée du chœur, puisque le reste de la structure est gothique et réalisée à partir du XIVe siècle. Il atteignit son plus grand éclat au XVIe siècle. L'église atteignit sa longueur actuelle à la fin du XVe siècle, la façade fut finalisée au début du XVIIe siècle, avant qu'au XVIIIe siècle, on lui ajoute une chapelle baroque consacrée à saint Narcisse. Les travaux se sont étendus sur une telle période à cause de différents conflits qui obligèrent à fortifier l'église puisqu'elle était hors des murailles médiévales. La construction est plus épaisse et une partie significative des fonds qui lui étaient destinés furent utilisés à la fortification.
Il existe des données documentaires de l'extérieur de l'église de Saint Feliu avant les grandes modifications du XIVe siècle et qui nous permettent de nous faire une idée de sa localisation dans la ville. Celles-ci sont :
- Existait un escalier du côté ouest qui permettait de compenser le dénivelé entre l'église et la grève de l'Onyar.
- Le pourtour de l'église était occupé par des cimetières. Celui du côté nord avait le nom de "cimetière des cloîtres" et il existait encore le 1631. Du côté sud, il avait le nom de "cimetière majeur" et s'y trouvait une chapelle consacrée à saint Paul.
- L'église antérieure au bâtiment contemporain disposait d'un clocher  situé du côté nord de l'église et lors de la construction du clocher l'actuel, il prit le nom de "cloquer vieux".
- Annexé à l'église se trouvait le réfectoire des chanoines qui servait pour les réunions du chapitre. Il était près de la "porte Balaguer", et à l'Est faisait face au cloître. A été détruit en 1374, lors de travaux de fortification.

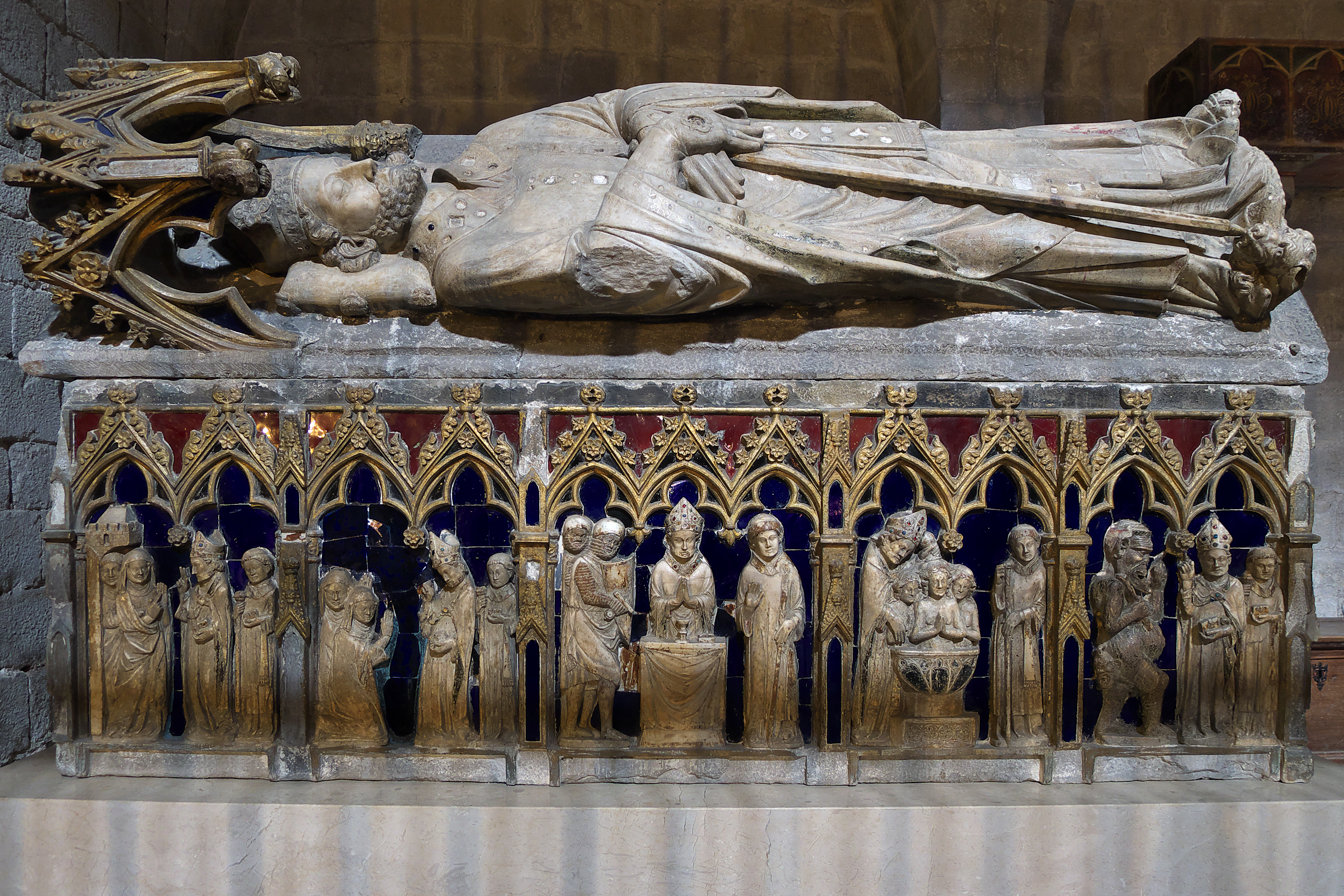
L'une des sculptures gothiques les plus précieuses de Gérone. Deuxième tombe de l'évêque et martyr saint Narcisse, patron de la ville, réalisée en albâtre par Jean de Tournai (1328).

Ce temple roman était inachevé quand a été partiellement détruit en 1285 pendant du siège de la ville par le roi français Philippe le Hardi (de juin-septembre 1285). Les travaux en étaient à la réalisation triforium. Au début du XIVe siècle, il fut décidé de refaire le bâtiment et les travaux commencèrent en 1309 sous la direction d'Arnau Estany. Les travaux de construction furent réalisés en différentes phases : entre 1315 et 1321 s'exécutèrent les œuvres de la abside, en 1349 la chapelle du Saint Sépulcre (cette chapelle fut détruite plus tard et l'espace qu'elle occupait donne maintenant accès à la chapelle de Saint Narcisse), entre 1357 et 1360 fut bâti du côté sud un cloître gothique qui fut démonté postérieurement pour améliorer la défense de l'église face aux attaques françaises,. En 1368 s'initièrent les œuvres du clocher gothique de section octogonale dirigées par Pere Sacoma, et qui ne furent pas terminée avant le XVIe siècle maintenant malgré tout le style gothique. Une fois finie la construction du clocher, au XVIIe siècle, fut exécutée la façade barque sur le modèle de la cathédrale de Gérone et de l'église de Saint Martin Sacosta. Les travaux furent réalisés en deux phases : la première, entre 1605 et 1607  fut à la réalisée par les tailleurs de pierre Felip Régit et Joan Jausí et la deuxième phase en 1610 par Felip Régit. Cette dernière se termina le 29 avril 1629. La conception de la façade se fit d'après le livre de Jacopo Vignola “Regola delli Cinque Ordini de Architettura” (1562) qui circulait dans une version castillane de Patricio Caxesi avant 1593.
Enfin, entre en 1782 et 1792 fut bâtie la chapelle de Saint Narcisse, sur demande de l'évêque Tomàs de Lorenzana à architecte Ventura Rodríguez avec des peintures de Manuel Tremulles où fut installée un reliquaire d'argent dans lequel fut déplacé le corps du Saint.
En 1835, elle devint une simple église paroissiale. Au début de la guerre civile, en 1936, le temple fut assailli et subit divers ravages. En 2011, le pape Benoît XVI attribua le titre de basilique mineure à l'église à la demande de l'évêque de Gérone, Francesc Pardo. Elle devint ainsi la deuxième des comarques gironine après Sainte Maria de Castellón de Empúries. Elle fut consacrée le 9 octobre 2011 comme basilique mineure durant une messe d'Action de Grâce présidée pour le cardinal Antonio Cañizares et l'évêque de Gérone, Francesc Pardo.
L'église a été protégée au titre des biens immeubles le 3 juin 1931